# Здание Совнархоза
Зда́ние Совнархо́за — административное здание во Владивостоке. Построено в 1955—1961 годах по проекту архитектора Л. Х. Рабиновича. Историческое здание по адресу улица Суханова, 3 сегодня является объектом культурного наследия Российской Федерации.

## История
В 1958 году в СССР вышло решение ЦК КПСС и Совета министров, по которому в каждом крае и области были созданы новые органы региональной власти — Советы народного хозяйства (Совнархозы). На улице Суханова планировалось создать центр административно-политического управления Владивостока. Здание Совнархоза являлось частью ансамбля градостроительного проекта «Большой Владивосток», частично реализованного в 1930-х—1950-х гг. Автором проекта здания стал архитектор Л. Х. Рабинович. Первоначально планировалось построить два симметричных здания с башнями, в которых должны были разместиться краевые и городские органы власти. Однако, идея так и не воплотилась в жизнь. Строительство здания началось в 1955 году и завершилось через шесть лет. В здании разместился Приморский Совнархоз.
Сегодня в здании расположены Дума Владивостока и краевое Управление МЧС.

## Архитектура
Основу здания составляет четырёхэтажный объём с ризалитом, на котором капители пилястр увенчаны советской символикой в форме пятиконечной звезды посередине. Первоначально предполагалось возвести главный ризалит девятиэтажным, с завершением в виде высокого шпиля. Шпиль впоследствии был заменён квадратным, в плане малым киоском-бельведером, украшенным ритмом пилястр с копьями и кольцами между ними. Не был возведён так же четырёх-колонный портик, который должен был выделять центральную часть основного объёма, и лепной фриз над окнами верхнего этажа.
Здание активно украшено советской символикой: в практически одинаковых барельефных композициях, которые расположены на фронтоне ризалита и на десюдепорте главного входа — щит с серпом, молотом и колосьями пшеницы, дубовыми и лавровыми листьями по бокам щита, и пятиконечной звездой над ними, лентой перехватывающей снизу всю композицию. Барельефы отличаются двумя факелами по краям, которые выполнены только на фронтоне. Пластические композиции представлены на двух ризалитах, фронтоне и киоском-бельведером, ажурный силуэт башни так же позволяет говорить о
его декоративности.